# Зимівля звірів(мультфільм,1981)
Зимівля звірів (рос.Зимовье зверей)-радянський мальований мультфільм 1981 року. Створений за мотивами казки Зимівля звірів.

## Сюжет
Лісові друзі — Свиня, Баран, Бик, Півень і Гусак — разом будують будинок, у якому ховаються від зимових холодів. Зграя вовків виявляє їх і намагається з'їсти, проте безрезультатно, оскільки холодної пори року головні герої виходили зі свого житла вкрай рідко. З настанням весни Свиня, Баран, Бик, Півень і Гусь нарешті залишають будинок і починають святкувати Масляну. Цим користуються вовки та нападають на головних героїв. Ті знову ховаються у житло. Один із вовків пропонує головним героям віддати Гуся, обіцяючи не чіпати інших. Дружня команда відповідає відмовою. Проломивши двері, вовки виявляються всередині будинку, де Свиня, Баран, Бик, Півень і Гусак дають їм відсіч. Хижаки тікають, а головні герої продовжують жити у своїй оселі.

## Творці
- Автор сценарію - Володимир Голованов
- Режисер - Наталія Голованова
- Художники-постановники - Тетяна Сокольська, Єлизавета Жарова
- Оператор - Борис Котов
- Композитор - Шандор Каллош
- Звукооператор - Борис Фільчиков
- Художники-мультиплікатори: Олександр Мазаєв, Олег Комаров, Віктор Лихачов, Олексій Букін, Володимир Крумін
- Редактор - Тетяна Папорова
- Директор картини Микола Євлюхін
- Над фільмом працювали: Тетяна Домбровська, Ізабелла Герасимова, Віра Харитонова, Зоя Монетова, Майя Попова

## У ролях
- Зінаїда Наришкіна — Свиня
- Борис Новіков — Баран
- Гаррі Бардін — Бик,Вовк